# 米德爾費比厄斯 (密蘇里州)
米德爾費比厄斯（英語：Middle Fabius）是位於美國密蘇里州蘇格蘭縣的非建制地區。

## 歷史
米德爾費比厄斯的郵局於1841年設立，其後於1890年停運。

## 地理
米德爾費比厄斯所處的海拔為高於海平面244米（即801英呎），而該地所採用的時區為UTC-6，即北美中部時區（CST）。同時該地設有夏令時間，為UTC-6調快一小時，即UTC-5（CDT）。